# Мікожин (Кемпінський повіт)
Мікожин (пол. Mikorzyn, нім. Gabelsbach) — село в Польщі, у гміні Кемпно Кемпінського повіту Великопольського воєводства.
Населення — 1032 особи (2011).
У 1975-1998 роках село належало до Каліського воєводства.

## Демографія
Демографічна структура станом на 31 березня 2011 року:
|          | Загалом | Допрацездатний вік | Працездатний вік | Постпрацездатний вік |
| -------- | ------- | ------------------ | ---------------- | -------------------- |
| Чоловіки | 513     | 124                | 341              | 48                   |
| Жінки    | 519     | 122                | 306              | 91                   |
| Разом    | 1032    | 246                | 647              | 139                  |